# Hypenorhynchus
Hypenorhynchus là một chi bướm đêm thuộc họ Geometridae.